# タタ・ノブス
ノブス（Novus）は、韓国の自動車メーカー、タタ大宇によって生産・販売される中型および大型トラックである。また親会社であるインドの自動車メーカー、タタ・モーターズでも販売される。

## 歴史

### ノブス（2004年 - 2012年）
- 2004年6月、次世代トラックの大幅改良型として発売。次世代トラックをベースにバンパーやフロントグリルやヘッドランプを変更し、KOREA 2004年排出ガス規制（ユーロ3相当）に適合する新型エンジンを搭載。自動車安全基準に適合する為ブレーキ、シャシフレーム、サスペンションスプリングも大幅改善された。変速機はSNT製6段手動変速機、イートン製9段手動変速機、ZF製エコスプリット16段手動変速機、ZF製アストロニック12段AMT、アリソン製6段自動変速機が設定された。
- 2005年（日付不明）、タタ・モーターズで販売開始。インド初となる300馬力を発揮する大型トラックとなった。エンジンは250馬力、340馬力、380馬力を発揮するディーゼルを搭載し、一部車型は420馬力を発揮する。エンジンはユーロ1、ユーロ2、ユーロ3に適合する。
- 2006年1月、中型車型を追加発売。タタ大宇初となる4.5トン - 5トン車となった。9.5トン低床6×4カーゴのコンポーネントを一部流用して設計された為、同クラス最大級の室内空間を誇る。外観はバンパーの形状がやや異なる程度で、相違点は殆ど無い。
- 2008年1月、ユーロ4に適合する為エンジンラインナップを変更し、計器盤はLCDが追加された。大型車型のみヘッドランプ（方向指示器等を除く）の位置がバンパーに変更された。これは、新型エンジンの搭載によりキャビンを100mm高めた事による物で、ヘッドランプは地面から500mm以上1200mm以下に設置する必要がある。またこれによりバンパーも少々大型化された。ヘッドランプのあった箇所はプラスチック板で塞いだのみで、容易に取り外しヘッドランプを取り付ける事も可能である。なお、車検時には違法改造判定となり原状回復命令となる。
- 2008年（日付不明）、タタ・モーターズで270馬力 - 450馬力を発揮するユーロ4適合エンジンを搭載。
- 2009年9月14日、実質的な後継車であるプリマが発売されたが、ノブスは販売台数も多く非常に好評であった為、継続販売された。

### ノブスSE（2012年 - 現在）
- 2012年（日付不明）、デカールとフロントグリルを変更し、便宜仕様を廃止して以前より低価格に設定した上でプリマを上級車と位置付け、車名を「ノブスSE」に改称した。なお、25トンカーゴ、25.5トンダンプとトレーラーヘッド等のラインナップはプリマに移行し、以降は単車系のみのラインナップとなる。またプリマとは異なり、中型車型も大型車型と同一のキャビンを使用する。エンジンはFPT・テクター（4.5トン - 5トン車のみ）、カミンズ・ISM、HDI・DL、HDI・DV系が設定された。ユーロ6適合以降はFPT・テクター、FPT・カーソル9のみの設定となり、後にFPT・テクターがED70に改称され、HDI・DL06、HDI・DX12がオプション設定された。
- 2012年（日付不明）、タタ・モーターズでも同様「ノブス・SE」に改称した。フロントグリルを変更し、260馬力 - 450馬力を発揮する。
- 2017年（日付不明）、軍等の特殊用途向けにのみ販売されていたAWD仕様（4×4、6×6）を民間向けにも販売開始し、より一般ユーザーの選択肢を拡大させた。他車とは異なり、前輪サスペンションもリジッドアクスルを採用する。
- 2018年（日付不明）、タタ大宇の新ロゴが採用された。
- 2020年（日付不明）、デカールのデザインが変更された。
- 2022年1月、プリマがマイナーチェンジされ、中型車型はグセン、大型車型はマクセンに移行されたが、ノブスは現在も一定の人気を集めており、アダプティブ・クルーズ・コントロール等が採用された。
- 2022年（日付不明）、タタ・モーターズでも後継車であるプリマが発売され、特装車や生コン車、タンクローリーのみの販売となる。

## 車名の由来
「新しい」という意味が込められている。この車名は買収後に社内公募により選ばれた。

## ラインナップ

### 中型
- CC（4×2）

### 準大型
- カーゴ
  - CH（4×2）
  - CH（4×4）
- ダンプ
  - 8トン：CH（4×2）

### 大型
- カーゴ
  - CL-L（6×4低床）
  - CL（6×4）
- ダンプ
  - 15トン：CL（6×4）
- ミキサー
  - 6m3：CL（6×4）
  - 7m3：CL（6×4）